# Allday (Musiker)

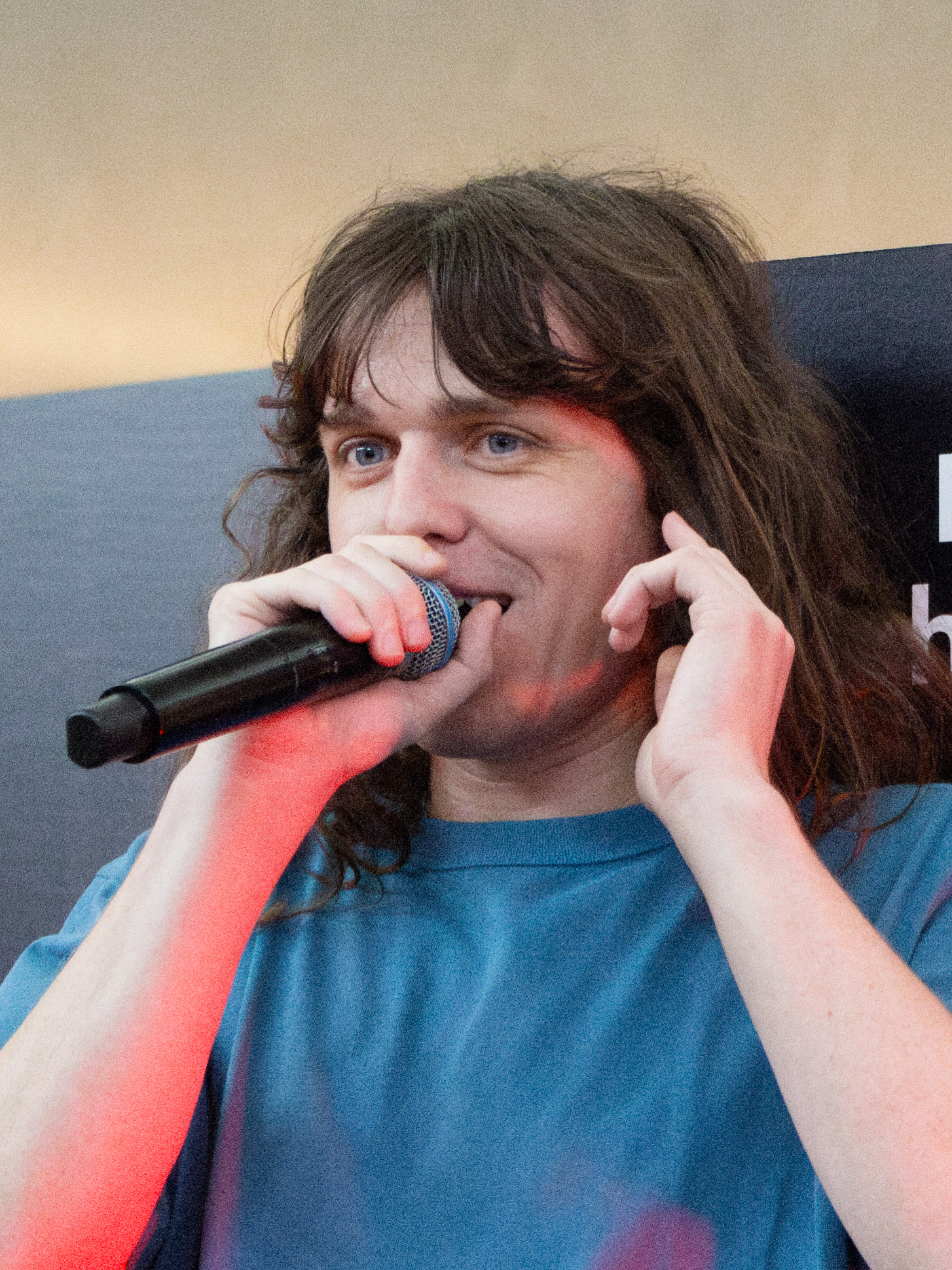
Allday (2023)

Allday (bürgerlich Tom Gaynor; geboren am 21. Februar 1991 in Adelaide) ist ein australischer Rapper aus Adelaide. Gaynor tritt manchmal unter dem Namen MC Disturbance auf.

## Leben

### Jugend
Tom Gaynor wuchs in Blackwood, einer Vorstadt von Adelaide auf, wo er auch die High School besuchte. Er wurde katholisch aufgezogen. Mit 11 Jahren entdeckte er seine Liebe zum Hip-Hop, spielte aber auch in einer Punkband. Seine ersten Texte schrieb er mit 11. Nach der High School studierte er zunächst an dem Mercedes College, einer Kunstschule, und hatte dort ein Stipendium. Er brach das Studium jedoch ab und zog nach Melbourne, wo er seine Karriere als Rapper startete.

### Anfänge
Inspiration für seine Werke fand er in Silverchair, Frank Ocean und TLC. Seinen Künstlernamen „Allday“ bekam er von seinen Freunden verpasst, weil er einmal bekifft in einen Supermarkt ging und ewig (allday – „den ganzen Tag“) benötigte, um sich für einen Geschmack bei den Keksen zu entscheiden. Sein erstes Mixtape Noue Yesue erschien im September 2011. 2013 folgte I'll Be in Cali. Insbesondere begann er sich über Twitter zu promoten, seine Mixtapes veröffentlichte er über SoundCloud und Bandcamp. Gleichzeitig versuchte er sich auch als Stand-up-Comedian und trat 2011 bei Raw Comedy an, wo er es ins Finale schaffte. 2012 erschien A Skateboard Soirée, das es ins Programm von Triple J schaffte. Er wurde zusammen mit seinem Produzenten C1 zum „Unearthed Artist of the Week“ ernannt. Mit seiner Single So Good erreichte er Platz 91 der Triple J Hottest 100, 2012.

### Erfolge
Im April 2013 veröffentlichte er seine Debüt-EP Loners Are Cool. Damit erreichte er erstmals die australischen Charts (ARIA-Charts) mit Platz 18 der australischen Albencharts. Im Anschluss erhielt er einen Plattenvertrag bei OneTwo Records, Allday veröffentlichte sein Debütalbum Startup Cult im Juli 2014. Das Album erreichte Platz drei in den australischen Musikcharts. Im Anschluss fand eine Tour durch Australien statt. Seine beiden Singles Claude Monet und Right Now sowie die EP erreichten in Australien eine Goldene Schallplatte, You Always Know the DJ Platin.
Juli 2015 erschien sein sechstes Mixtape Soft Grunge Love Rap, um die Wartezeit auf sein zweites Album zu verkürzen.
2016 wechselte Allday die Plattenfirma zu Wind Up Records, was die Arbeiten an seinem zweiten Album erneut verzögerte. Er veröffentlichte im gleichen Jahr die vier Singles Monster Truck, Sides (feat. Nyne), Send Nudes und In Motion. Sein zweites Album Speeding folgte am 21. April 2017. Es erreichte Platz 6 der australischen Charts. Ende des Jahres zog Allday in die Vereinigten Staaten und lebte von da an in Los Angeles.
2019 erschien sein drittes Album Starry Nights over the Phone, das Platz 7 erreichte. Es war das erste Album, das komplett in den vereinigten Staaten entstand. 2019 kehrte Gaynor nach Melbourne zurück um sein Visum zu erneuern. Er lernte dort aber eine Freundin kennen und konnte im Anschluss wegen der COVID-19-Pandemie in Australien das Land sowieso nicht verlassen.
2021 veröffentlichte er dein viertes Album Drinking with My Smoking Friends, das erstmals die Top 10 in Australien verfehlte. Im Gegensatz zu früheren Alben handelt es sich eher um eine Gitarrenpop-Album mit Einflüssen aus dem Britpop wie The Stone Roses, Oasis, Pulp und Blur. Ein fünftes Album ist für den 2. August 2024 angekündigt.

## Diskografie

### Studioalben
| Jahr | Titel Musiklabel                         | Höchstplatzierung, Gesamtwochen, AuszeichnungChartsChartplatzierungen (Jahr, Titel, Musiklabel, Platzierungen, Wochen, Auszeichnungen, Anmerkungen) | Anmerkungen                          |
| Jahr | Titel Musiklabel                         | AU | Anmerkungen                          |
| ---- | ---------------------------------------- | --- | ------------------------------------ |
| 2014 | Startup Cult OneTwo                      | AU3 (4 Wo.)AU | Erstveröffentlichung: 4. Juli 2014   |
| 2017 | Speeding OneTwo                          | AU6 (1 Wo.)AU | Erstveröffentlichung: 21. April 2017 |
| 2019 | Starry Night over the Phone OneTwo       | AU7 (2 Wo.)AU | Erstveröffentlichung: 12. Juli 2019  |
| 2021 | Drinking with My Smoking Friends Believe | AU13 (1 Wo.)AU | Erstveröffentlichung: 28. Mai 2021   |

### Kompilationen
- 2013: Songs I Don’t Hate (Eigenproduktion)
- 2020: 2013–2015 Songs (Allday Music)

### Mixtapes
- 2011: Noue Yesue
- 2012: Soon I’ll Be in Cali
- 2012: A Skateboard Soiree (mit C1)
- 2012: Euphoria
- 2013: Soon I’ll Be in Cali 2
- 2015: Soft Grunge Love Rap
- 2022: Excuse Me

### EPs
| Jahr | Titel           | Höchstplatzierung, Gesamtwochen, AuszeichnungChartsChartplatzierungen (Jahr, Titel, Platzierungen, Wochen, Auszeichnungen, Anmerkungen) | Anmerkungen                         |
| Jahr | Titel           | AU | Anmerkungen                         |
| ---- | --------------- | --- | ----------------------------------- |
| 2013 | Loners Are Cool | AU18 Gold · (1 Wo.)AU | Erstveröffentlichung: 5. April 2013 |

### Singles
- 2013: Claude Monet (AU: Gold)
- 2014: Right Now (AU: Gold)
- 2014: You Always Know the DJ (AU: Platin)
- 2014: Wolves (feat. Sunni Colon)
- 2016: Grammy
- 2016: Monster Truck
- 2016: Sides (feat. Nyne, AU: Gold)
- 2016: Send Nudes
- 2016: Raceway
- 2017: In Motion (feat. Japanese Wallpaper; AU: Platin)
- 2018: Wonder Drug (AU: Gold)
- 2019: Protection (AU: Gold)
- 2019: Lungs
- 2019: Restless (feat. The Veronicas)
- 2019: All da Way
- 2020: OTT
- 2020: After All This Time
- 2021: Void
- 2021: Stolen Cars
- 2021: Eyes on the Prize
- 2021: Good Thanks
- 2022: Problems Too (feat. Skizzy Mars)
- 2022: Runtrack
- 2022: Alone Again (mit Ouse)
- 2022: Not Her (mit Ouse)
- 2024: Access

### Gastbeiträge
- 2015: Dynamite (Asta feat. Allday)
- 2017: Hunter Thompson (Cam Meekins feat. Allday)
- 2017: In the Air (Erik Sanders feat. Allday)
- 2017: Drunk Together (Jai Waetford feat. Allday)
- 2018: UFO (Mallrat feat. Allday)
- 2018: Aura Glow (Kwasi & HFNR feat. Allday & Gracelands)
- 2020: Swing (Sofi Tukker feat. Allday)
- 2018: For Him (Troye Sivan feat. Allday)

## Auszeichnungen für Musikverkäufe
Anmerkung: Auszeichnungen in Ländern aus den Charttabellen bzw. Chartboxen sind in ebendiesen zu finden.
| Land/RegionAuszeichnungen für Musikverkäufe (Land/Region, Auszeichnungen, Verkäufe, Quellen) | Gold     | Platin     | Verkäufe | Quellen     |
| -------------------------------------------------------------------------------------------- | -------- | ---------- | -------- | ----------- |
| Australien (ARIA)                                                                            | 6× Gold6 | 2× Platin2 | 350.000  | aria.com.au |
| Insgesamt                                                                                    | 6× Gold6 | 2× Platin2 |          |             |